# Bulbophyllum odoardii
Bulbophyllum odoardii là một loài phong lan thuộc chi Bulbophyllum.